# Foresto Sparso
Foresto Sparso é uma comuna italiana da região da Lombardia, província de Bérgamo, com cerca de 2.847 habitantes. Estende-se por uma área de 7 km², tendo uma densidade populacional de 407 hab/km². Faz fronteira com Adrara San Martino, Berzo San Fermo, Entratico, Villongo, Zandobbio.

## Demografia
| Variação demográfica do município entre 1861 e 2011                               |
|                                                                                   |
| Fonte: Istituto Nazionale di Statistica (ISTAT) - Elaboração gráfica da Wikipedia |